# Karangkemiri (Pekuncen)
Karangkemiri is een bestuurslaag in het regentschap Banyumas van de provincie Midden-Java, Indonesië. Karangkemiri telt 5062 inwoners (volkstelling 2010).